# Саймон, Клифф
Клифф Саймон (англ. Cliff Simon; 7 сентября 1962 — 9 марта 2021) — южноафриканский спортсмен и актёр, известный по роли Ба’ала в телесериале Звёздные врата: SG-1.

## Биография
Клифф Саймон родился в Йоханнесбурге, ЮАР, четвёртый ребёнок Эммануэль и Филиса Саймона. С самого раннего возраста Клифф стремился быть первым южноафриканским пловцом, чтобы выиграть золотую медаль на Олимпийских играх. Его мать, учитель плавания, учила его с самого детства, и в возрасте 6 лет Клифф стал проявлять талант, как гимнаст. В возрасте 15 лет он достиг национального уровня в Южной Африке по плаванию и гимнастике, но он решил прекратить обучение гимнастике, чтобы лучше сосредоточиться на плавании.
В 1975 году его родители решили эмигрировать в Великобританию, из-за потрясений в Африке. Именно там Саймон завершил своё обучение, и был выбран в британскую сборную по плаванию. Он участвовал в Летних Олимпийских играх 1984 в Лос-Анджелесе. Получил стипендии в Хьюстонском университете и Южном методистком университете в Техасе, где тренировался с плавательной командой Соединенных Штатов Америки «Мустанги». Однако, после трех лет интенсивной подготовки, он решил бросить спорт и вернуться в Южную Африку из-за опасения, что он пропал без вести в общественной жизни.
Вернувшись в Южную Африку, Саймон вступил в ВВС, где он продолжил плавание и достиг высоких спортивных достижений.

## Карьера
В 1982 году после второго срока в военно-воздушных силах, он получил работу обучения виндсёрфингу. На том курорте снимался спектакль, и Саймону сообщил один из актёров, что хореограф ищет гимнаста. Саймон-то знал, что это будет первым шагом на пути к карьере на сцене.
В 1997 году он женился на своей подруге. Из-за высокого уровня преступности в Йоханнесбурге, он решил иммигрировать в США, надеясь на улучшение качества жизни. Это также дало ему возможность для продолжения своей актёрской карьеры.
Приехав в 2000 году в Лос-Анджелес, Саймон сыграл в сериале Детектив Нэш Бриджес. Через некоторое время после этого он получил роль Ба'ала в сериале Звёздные врата: SG-1.

## Фильмография
- 1992-1999 — Эголи: Место Золота — Грегори «Митч» Митчелл
- 2000 — Операция Дельта Форс 5: Случайные огни — Остин
- 2000 — Детектив Нэш Бриджес — Дирк ван дер Гус
- 2001-2007 — Звёздные врата: SG-1 — Бa’aл
- 2008 — Звёздные врата: Временной континуум — Бa’aл
- 2009 — 24 — Русский снайпер